# Nílton de Sordi

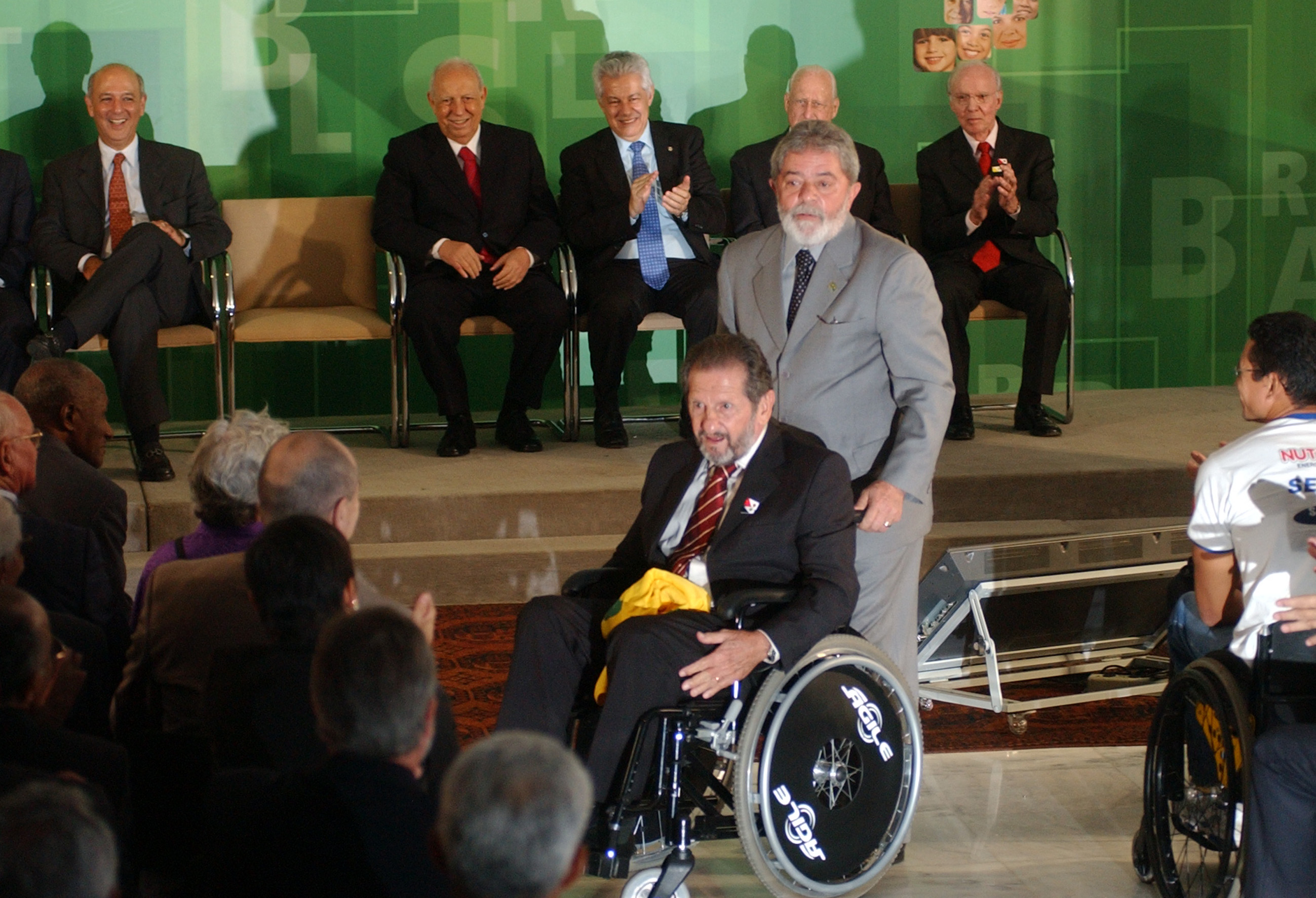
Nílton de Sordi con el presidente brasileño, Lula.

Nílton de Sordi (Piracicaba, São Paulo; 14 de febrero de 1931 - Bandeirantes, Paraná; 24 de agosto de 2013), apodado De Sordi, fue un futbolista brasileño que jugaba en la demarcación de defensa.
Tuvo 22 encuentros internacionales con la Selección de fútbol de Brasil. Formó parte del equipo ganador de la Copa Mundial de Fútbol de 1958, y jugó en todos los partidos, excepto la final. Durante su carrera jugó con el club XV de Piracicaba-SP y São Paulo.
Tras sufrir la enfermedad de Parkinson durante veinte años, falleció de fallo multiorgánico.

## Clubes
| Club              | País   | Año       |
| ----------------- | ------ | --------- |
| XV de Piracicaba  | Brasil | 1949–1952 |
| São Paulo         | Brasil | 1952–1965 |
| União Bandeirante | Brasil | 1966      |